# 1. дрварска лака пјешадијска бригада
Прва дрварска лака пјешадијска бригада је била пјешадијска јединица Војске Републике Српске, у саставу Другог крајишког корпуса. Зона одговорности ове јединице је била територија општине Дрвар, која је у периоду Одбрамбено-отаџбинског рата била у саставу Републике Српске.

## Састав и наоружање
Бригада се попуњавала борцима са територије општине Дрвар, а материјално-техничка средства су добијена од 11. пролетерске морнаричко-десантне бригаде из Шибеника која је прешла у састав 9. корпуса ЈНА и дислоцирана у Дрвар крајем 1991. године.
У јуну 1992. јединица је у свом саставу имала око 2.200 бораца и следеће потчињене јединице: четири лака пешадијска батаљона, мешовити артиљеријски дивизион, лаку артиљеријску батерију ПВО, противоклопну чету, инжењеријску чету, позадинску чету и тенковску чету (6–8 тенкова).
Средином 1993. покушано је оснивање „маневарске бригаде” 2. крајишког корпуса, чије би језгро чинила Дрварска бригада, с придруженим саставима и наоружањем из других јединица корпуса. Пошто ова замисао није заживела, Дрварска бригада је ангажована на бихаћком фронту у рејону Грабежа, где је учествовала у борбеним дејствима до 13. септембра 1995. Командно место бригаде је током рата била на самој линији фронта, у касарни Грабеж.

## Ратни пут
У јесен 1991. године на територији Босне и Херцеговине се формирају Српске аутономне области. Једна од њих је била и САО Босанска Крајина. САО Босанска Крајина се формирала у лето и јесен 1991. Њен циљ, као и циљ осталих Српских аутономних области у СР БиХ, је био да окупи предјеле у којима већински живе Срби, да их организује, и да тако спријечи евентуалну независност БиХ. Током маја 1992. године у Дрвару је, у саставу Другог крајишког корпуса, формирана 1. дрварска лака пјешадијска бригада, чија зона одговорности су биле границе општине Дрвар током рата у Босни.
Војници бригаде слати су и на ратишта широм Српске. Међу борбама ван матичне општине, истичу се следећа ангажовања: на Јајцу са два батаљона и хаубичком артиљеријском батеријом у јуну 1992. у операцији Врбас, на Купресу средином 1992, на правцу Горажде – Рогатица (у рејону Јабучко седло – Месићи) као и борбе једног пешадијског батаљона на Динари почетком децембра 1994. године, у нападу хрватских снага на Динару, у операцији Зима 94.
Након пада Дрвара и пробоја грабешког фронта у нападу Армије Републике Босне и Херцеговине средином септембра 1995. (операција Сана), бригада се повукла у рејон села Перван на Мањачи, одакле је, послије консолидовања, упућена на правац с. Дабар – Међеђе брдо – с. Станићи; затим је након пада Санског Моста 10. октобра упућена у одбрану правца Сански Мост – Мањача на Стратинској страни, а одатле је пребачена на правац Нови Град – Крупа на Уни у рејон Арапуша – Велика Рујишка, где је остала до краја рата.

## Губици
У току рата погинуло је 278 и нестало седам бораца.

## Послератни период
Република Српска је након Дејтонског споразума изгубила велики дио територије општине Дрвар, а на дијелу који је остао у Републици Српској формирана је општина Источни Дрвар. Дрварска бригада је расформирана у мају 1996. године у процесу реорганизације Војске РС.